# Molitones flavipennis
Molitones flavipennis är en skalbaggsart som beskrevs av Pierre Émile Gounelle 1913. Molitones flavipennis ingår i släktet Molitones och familjen långhorningar. Inga underarter finns listade i Catalogue of Life.